# NGC 1191
NGC 1191 é uma galáxia elíptica (E-S0) localizada na direcção da constelação de Eridanus. Possui uma declinação de -15° 41' 08" e uma ascensão recta de 3 horas, 03 minutos e 30,8 segundos.
A galáxia NGC 1191 foi descoberta em 1886 por Frank Leavenworth.